# اریک نوریگا
اریک نوریگا (انگلیسی: Erick Noriega؛ زادهٔ ۲۲ اکتبر ۲۰۰۱) بازیکن فوتبال است.
از باشگاه‌هایی که در آن بازی کرده‌است می‌توان به باشگاه فوتبال شیمیزو اس-پالس اشاره کرد.